# Afonso Eulálio
Afonso Oliveira Eulálio (Figueira da Foz, 30 settembre 2001) è un ciclista su strada portoghese, che corre per la Bahrain Victorious. È professionista dal 2025.

## Biografia
Passato professionista con la Bahrain Victorious nel 2025 disputa il Giro d'Italia 2025, nella 17ª tappa da San Michele all'Adige a Bormio transita per primo sul Passo del Mortirolo.

## Palmarès
- 2022 (Glassdrive–Q8–Anicolor, 2 vittorie)

Campionati portoghesi Under 23, Gara in linea
Circuito de São Bernardo
- 2024 (ABTF Betão-Feirense, 2 vittorie)

3ª tappa Troféu Joaquim Agostinho (Atouguia da Baleia > Serra de Montejunto)
5ª tappa Grande Prémio Jornal de Notícias (Guimarães > Guimarães)

#### Altri successi
- 2021 (Antarte-Feirense)

Classifica giovani Grande Prémio O Jogo
- 2023 (ABTF Betão-Feirense)

Classifica giovani Troféu Joaquim Agostinho
- 2024 (ABTF Betão-Feirense)

Classifica giovani Troféu Joaquim Agostinho
Classifica a punti Troféu Joaquim Agostinho

## Piazzamenti

### Grandi Giri
- Giro d'Italia

2025: ritirato (19ª tappa)

### Competizioni mondiali
- Campionati del mondo su strada

Zurigo 2024 - Gara in linea Elite: ritirato